# Zijwieltjes

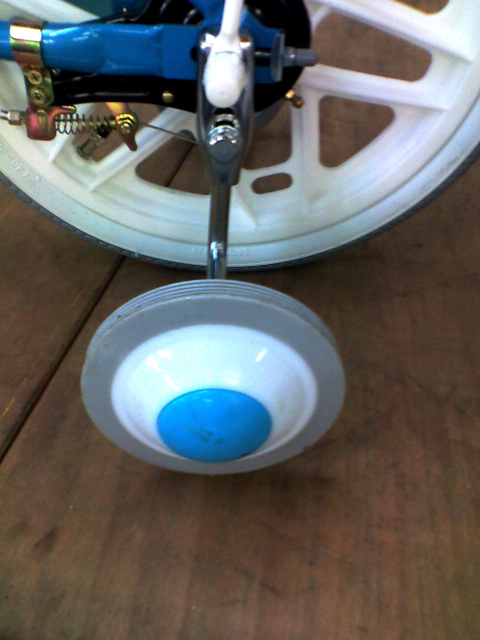
Zijwieltjes

Zijwieltjes zijn een paar kleine extra wielen die naast het achterwiel van een kinderfiets worden geplaatst, zodat het kind niet omvalt. Hierdoor kunnen kleine kinderen al gewend raken aan het trappen en sturen op een fiets, zonder de kunst van het evenwicht bewaren nodig te hebben, en zonder bang te hoeven zijn om te vallen.
Na verloop van tijd dienen de zijwieltjes weer verwijderd te worden, zodat het kind leert om zonder zijwieltjes te fietsen.